# Hamngatan (Stockholm)
Hamngatan est une rue du quartier Norrmalm de Stockholm en Suède.

## Situation
Hamngatan est une rue du centre de Stockholm qui commence à Nybroplan à l'est et se termine à Sergels torg à l'ouest. La rue a reçu son nom actuel en 1857. Dans le cadre de l'élargissement de Hamngatan, tous les bâtiments du côté sud dans ce qu'on appelle Hamngatsbacken ont été démolis dans les années 1960.
À Hamngatan se trouvent, entre autres, le grand magasin Nordiska Kompaniet, la Galleria, la maison de la Suède, Kungsträdgården et Norrmalmstorg.
Les parcs Berzelii park, Norrmalmstorg et Kungsträdgården sont situés en bordure de la rue.
La partie ouest de Hamngatan, entre Kungsträdgården et Sergels torg, a considérablement changé au cours des années 1960 en relation avec le Norrmalmsregleringen. 
Ensuite, le Hamngatsbacken gênant du point de vue de la circulation a disparu jusqu'à Malmskillnadsgatan. La rue a été élargie et certains bâtiments de valeur ont été démolis, notamment les maisons Sagerska, la Maison de la Soie et le Théâtre Blanche. 
Depuis lors, Malmskillnadsgatan passe par un pont sur Hamngatan. Plus tard, dans les années 2017-2018, certaines maisons construites dans les années 1960 ont également été démolies pour être remplacées par des maisons plus récentes. Cela s'applique à une partie du centre commercial Gallerian au coin de Regeringsgatan et à la H-huset dans l'îlot urbain Hästskon.

## Bâtiments de la rue
| Image | Nom                     | Numéro | Type              |
| ----- | ----------------------- | ------ | ----------------- |
|       | Skravelberget mindre 12 | 2      | Palais            |
|       | Hallwylska palatset     | 4      | Palais            |
|       | Citypalatset            | 8      | Bureaux           |
|       | Chinateatern            | 11     | Théatre et cinéma |
|       | PK-huset                | 10–14  | Bureaux           |
|       | MEA-huset               | 15     | Bureaux           |
|       | Åtvidabergshuset        | 17     | Bureaux           |
|       | NK Stockholm            | 18–20  | Grand magasin     |
|       | Sverigehuset            | 25     | Bureaux           |
|       | Sparbankshuset          | 29–33  | Bureaux           |
|       | Hästskopalatset         | 22     | Bureaux           |
|       | Hästskon 12             | 24     | Bureaux           |
|       | Gallerian               | 35–37  | Centre commercial |

## Galerie

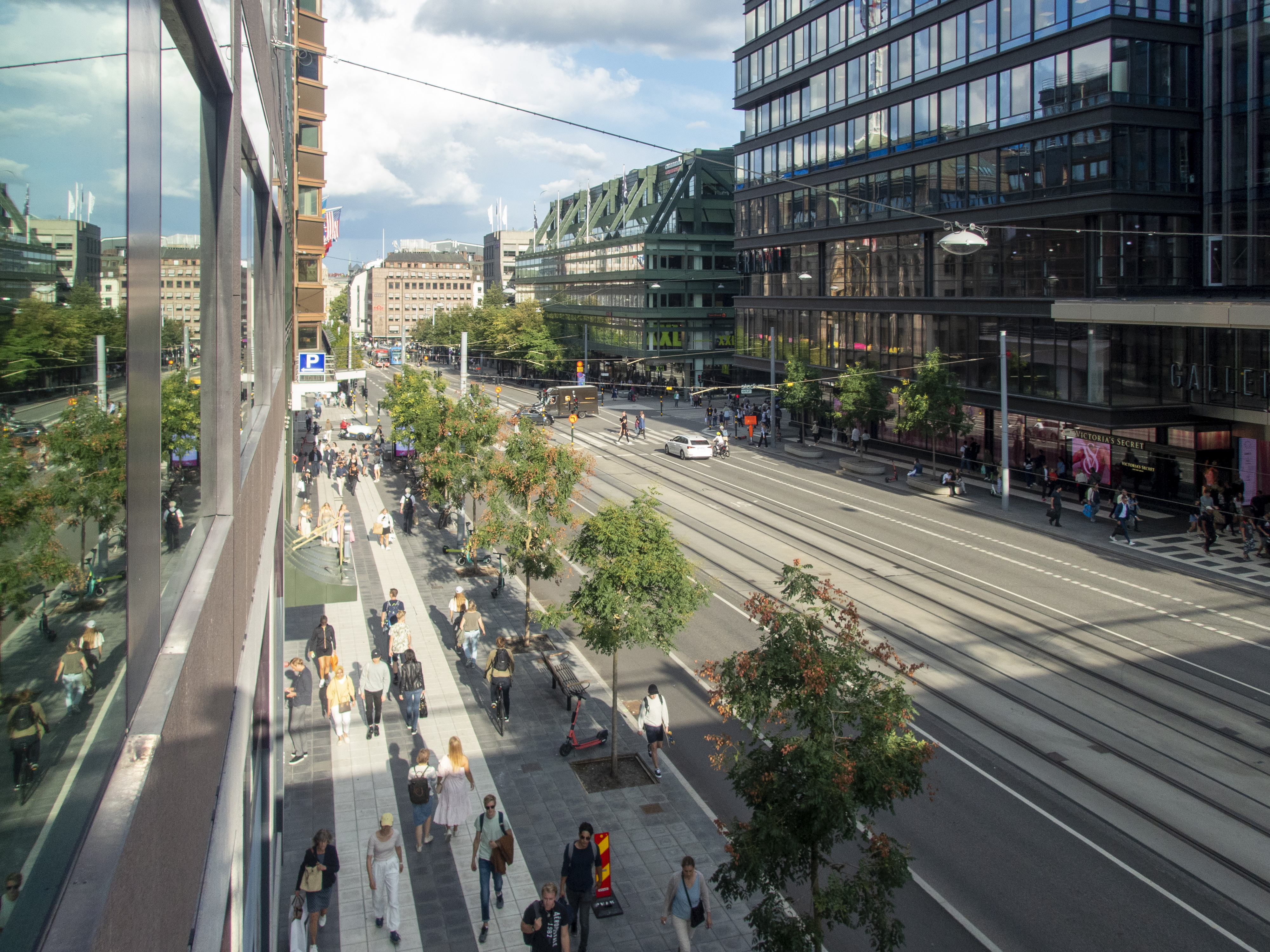
Hamngatan en 2021.
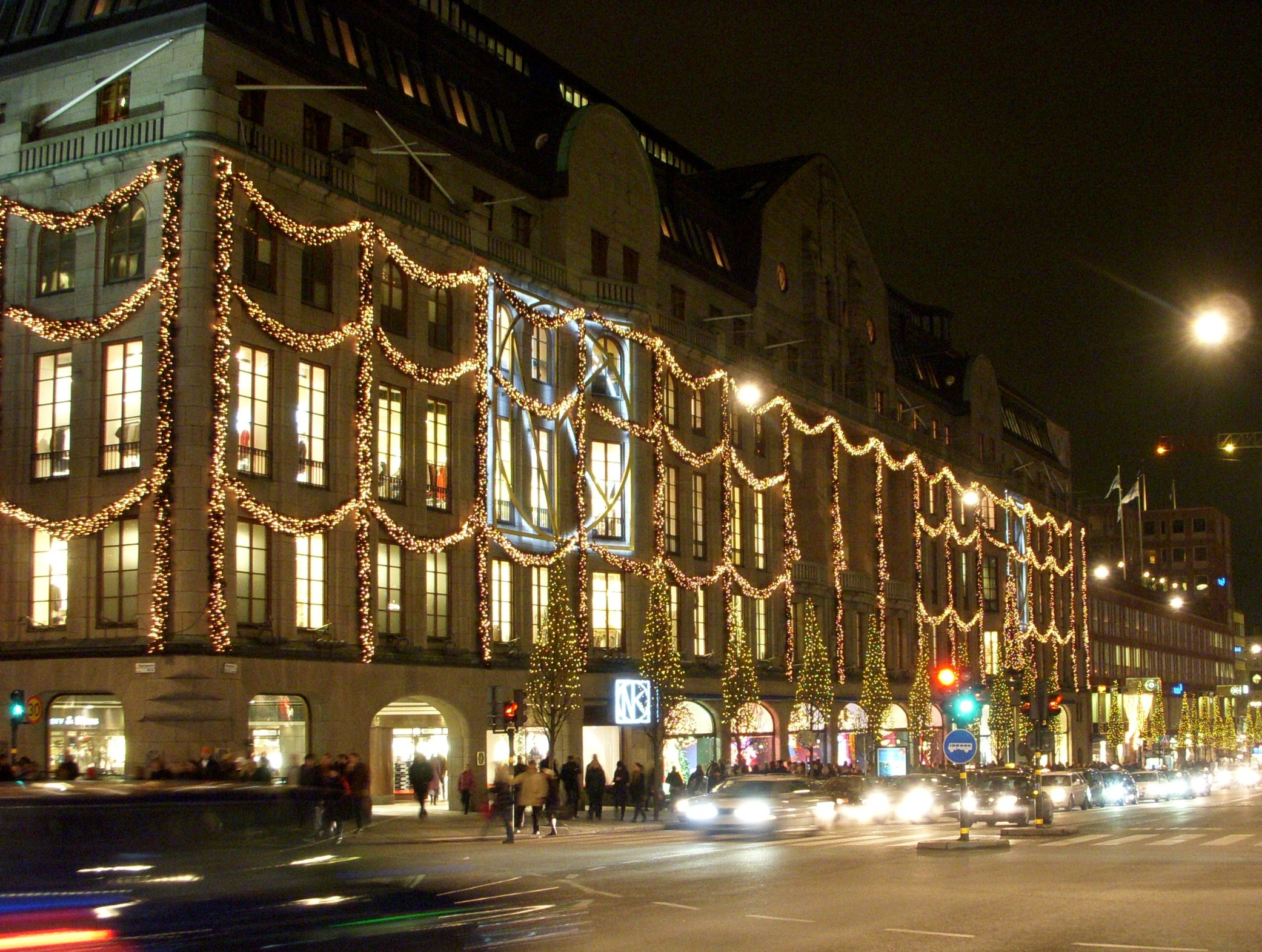
Hamngatan en 2008.
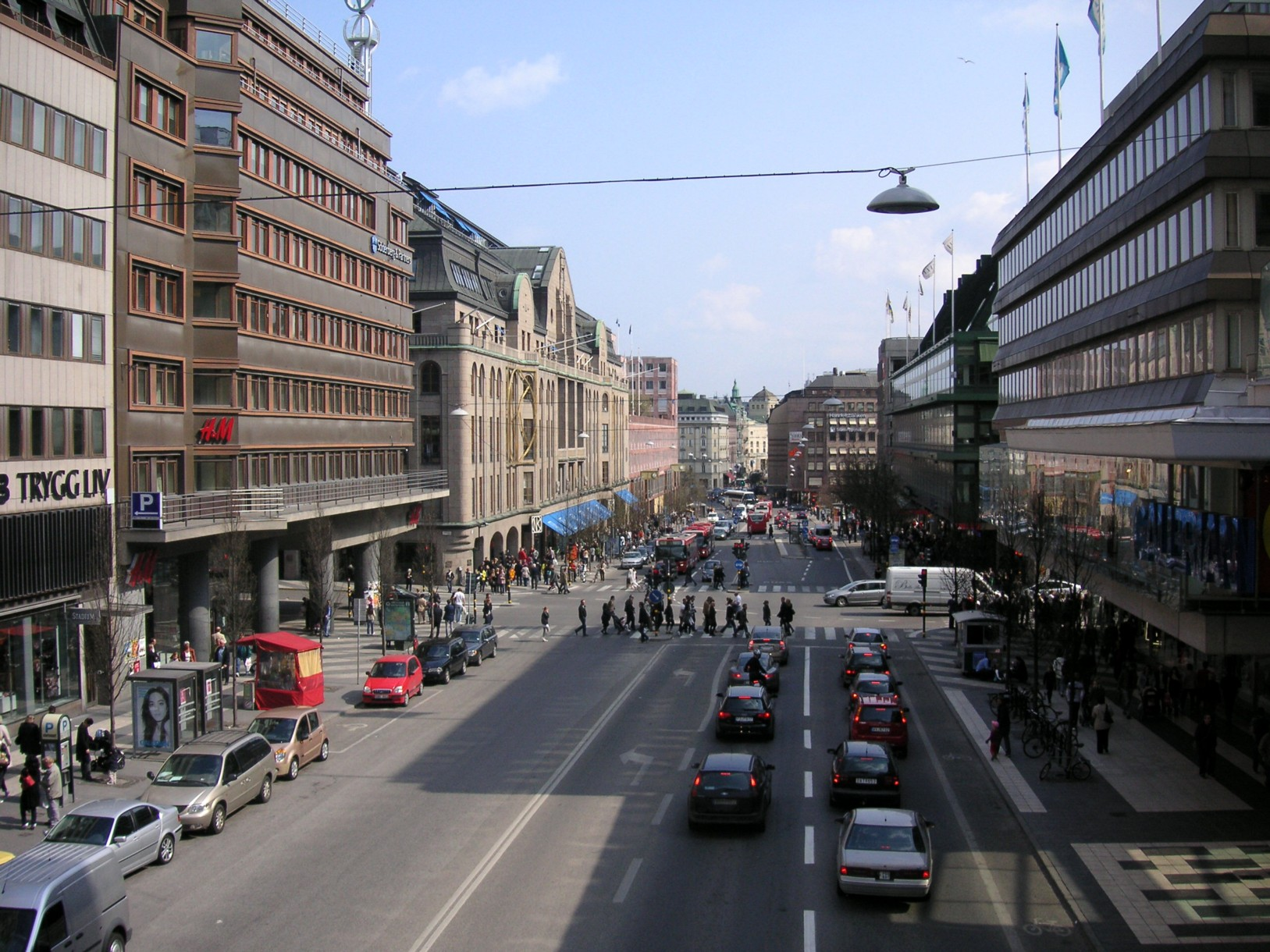
Hamngatan en 2008.
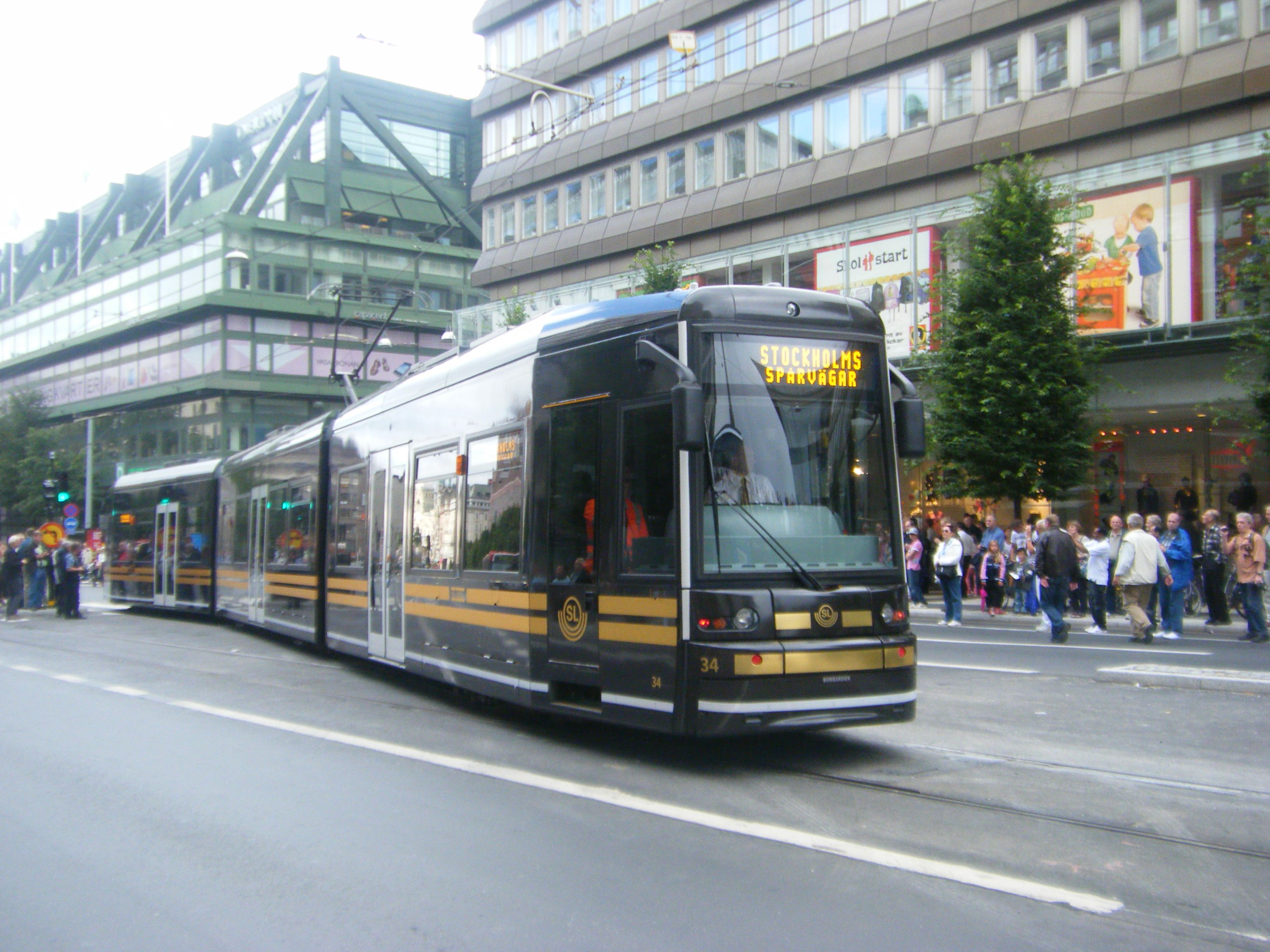
Hamngatan .